# Acqua dei Corsari
Acqua dei Corsari is een plaats (frazione) in de Italiaanse gemeente Palermo.